# Легран, Серж
Серж Легран (фр. Serge Legrand) — французский биатлонист, участник зимних Олимпийских игр 1968 года.

## Карьера
На международных соревнованиях дебютировал в 1962 году на чемпионате мира в финской Хямеэнлинне, где в индивидуальной гонке занял 21-е место. Был участником французской эстафетной команды на Олимпийских играх 1968 года в Гренобле. Вместе с Даниэлем Клодоном, Эме Грут-Мэссоном и Жан-Клодом Виру занял 10-е место.
Его младший брат Клод Легран — лыжник, участвовал в зимних Олимпийских играх 1964 и 1968 годов.

### Участие в Чемпионатах мира
| Год  | Место проведения | Инд |
| 1962 | ЧМ Хямеэнлинна   | 21  |

### Участие в Олимпийских играх
| Год  | Место проведения | Инд | Эст |
| 1968 | Гренобль         | —   | 10  |